# Rosenthal-Bielatal
Rosenthal-Bielatal är en kommun i Landkreis Sächsische Schweiz-Osterzgebirge i förbundslandet Sachsen i Tyskland. Kommunen har cirka 1 600 invånare.
Kommunen ingår i förvaltningsområdet Königstein/Sächs. Schw. tillsammans med kommunerna Gohrisch, Königstein/Sächs. Schw., Rathen och Struppen.